# Туве Стюрке
Туве Стюрке (швед. Tove Anna Linnéa Östman Styrke; род. 19 ноября 1992, Умео, Швеция) — шведская певица и автор песен. Она завоевала популярность как участница конкурса «Шведский идол 2009», заняв третье место. После шоу она начала сольную карьеру в электропопе. Свой дебютный альбом - Tove Styrke - она выпустила в 2010 году. The New York Post включила Стюрке в свой список «10 артистов, которых нужно знать в 2011 году». В 2014 году она выпускает EP Borderline, а уже в следующем, 2015 году, она выпустила свой второй LP Kiddo. Три года спустя, в 2018 году, выходит третий альбом певицы Sway. В 2022 году Стюрке выпускает четвёртый студийный альбом HARD.

## Биография
Туве Стюрке родилась в Умео, Швеция. У неё две сестры - одна младше её и одна старше. Её отец музыкант Андерс Остман исполнил хит номер один на шведском радио-чарте Svensktoppen в 1975 году - песня «Vindens melodi» в исполнении его группы dansband Макса Фендерса. Её мать была инструктором балета, и Туве брала у неё уроки в раннем возрасте.

## Дискография

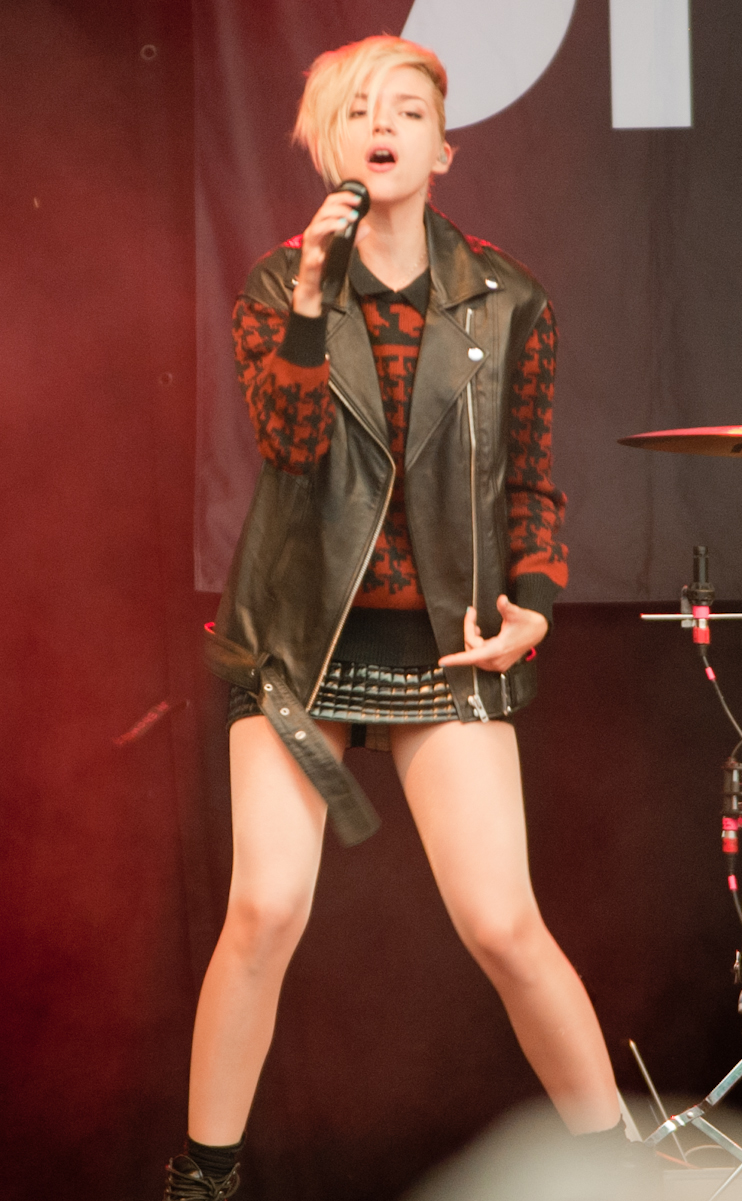
Styrke performing at Granny Goes Street Festival 2011

### Студийные альбомы
| Title       | Album details                                                                           | Peak chart positions | Certifications |
| Title       | Album details                                                                           | SWE                  | Certifications |
| ----------- | --------------------------------------------------------------------------------------- | -------------------- | -------------- |
| Tove Styrke | - Released: 12 November 2010 - Label: Sony Music - Formats: CD, digital download        | 10                   |                |
| Kiddo       | - Released: 8 June 2015 - Label: RCA, Sony Music - Formats: CD, digital download, vinyl | 14                   |                |
| Sway        | - Released: 4 May 2018 - Label: RCA, Sony Music - Formats: CD, digital download, vinyl  | 11                   |                |
| Hard        | - Released: 3 June 2022 - Label: RCA, Sony Music - Formats: CD, digital download, vinyl | 58                   |                |